# Алена Ладова
Алена Ладова (чеськ. Alena Ladová; нар. 29 грудня 1925, Прага — пом. 25 червня 1992, там же) — чеська художниця, книжковий ілюстратор, сценограф і письменниця.

## Біографія

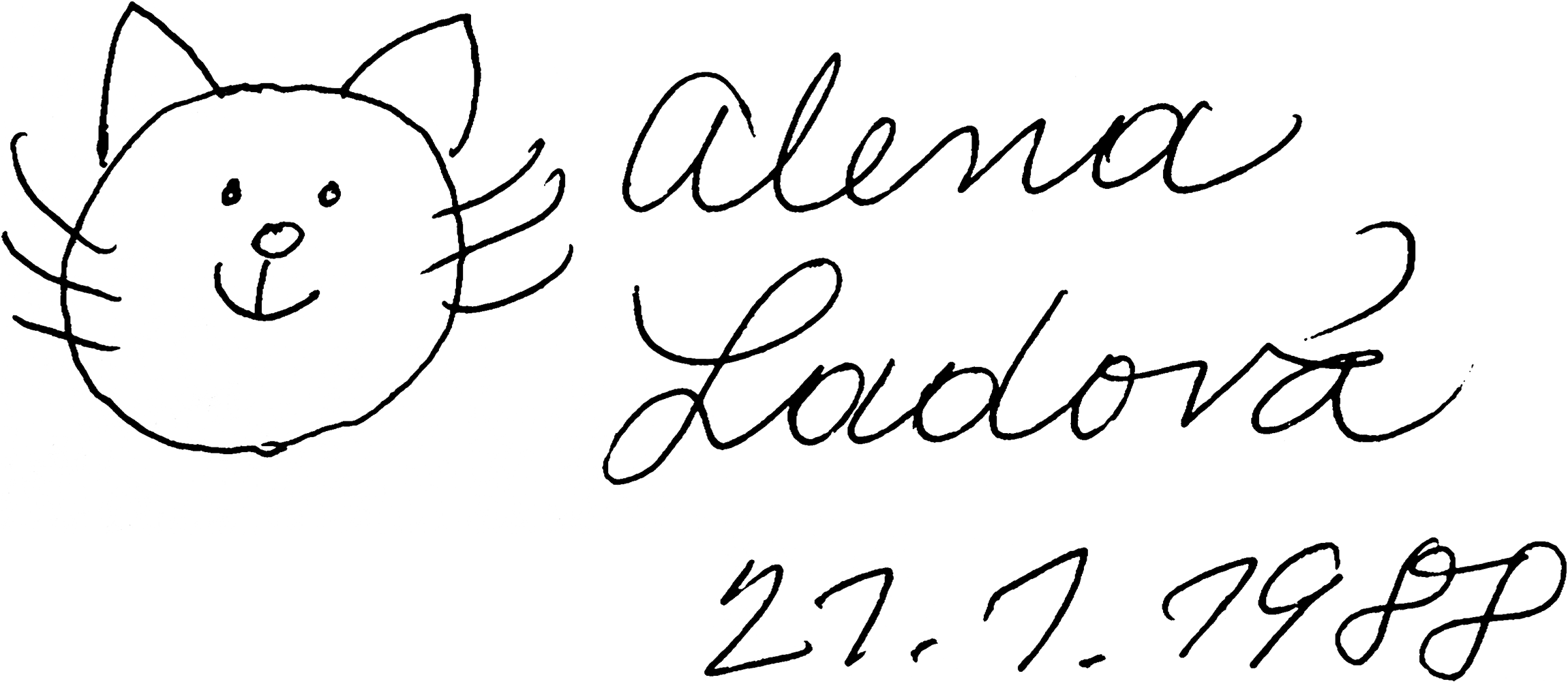
Автограф Алени Ладової

Перші уроки живопису одержала у свого батька народного художника Чехословацької соціалістичної республіки Йозефа Лади (1887—1957). Після закінчення середньої школи навчалася малювання в державній школі графічних мистецтв під керівництвом професора Карела Тондла. Потім протягом одного року працювала в Зліні, на кіностудії Kudlov, де захопилася складною красою анімаційних фільмів. Стала талановитим мультиплікатором. У 1948 році закінчила академію прикладних мистецтв у Празі. Навчалася у професора Еміля Філла.

## Творчість
Алена Ладова — відомий ілюстратор дитячих книг. Проілюструвала більше ніж дев'яносто книг для дітей. У 1963 році написала і проілюструвала книгу «Můj táta Josef Lada» (Мій батько Йозеф Лада), де розповіла зворушливі історії свого дитинства.
Її малюнки часто друкувалися в газетах і журналах для дітей, календарях, на великодніх і різдвяних листівках.
Ладова зробила дизайн сцени і костюми для шістнадцяти проектів чеського телебачення.
Сценографічні роботи майстрині брали участь у постановках на сценах багатьох театрів Чехословаччини. Перший досвід її театральної сценографії відбувся в 1946 році, коли вона створила оформлення сцен і костюмів до вистави «Zlodějská Komedie» Йозефа Томана (Театр імені Першого травня — сьогодні Празький Національний Театр опери (Чехія, Прага) [Архівовано 15 березня 2019 у Wayback Machine.]).
Останній театральний проект Ладової відбувся в 1986 році, коли вона працювала над драматичною казкою Йозефа Лади «Bubáci hastrmani» в муніципальному театрі в Кладно.
В даний час в Грусіце діє постійна виставка її світлин та ілюстрацій, що є частиною колекції Меморіалу Йозефа Лади та її доньки Алени.
Померла 1992 року, похована на Ольшанському цвинтарі в Празі.

## Особисте життя
Її чоловік Ян Врана (1919—1994) був організатором і видавцем її праць. Пізніше цю діяльність перейняв їх син Йозеф Лада (нар. 1960).